# Rudolf Labus
Rudolf Labus (* 15. Mai 1948 in Levoča) ist ein ehemaliger tschechoslowakischer Radrennfahrer und nationaler Meister im Radsport.

## Sportliche Laufbahn
1969 gewann er das Etappenrennen Grand Prix de l’Humanité in Frankreich und bestritt die Tour de l’Avenir. 1970 gewann er die nationale Meisterschaft im Straßenrennen und die Tour de Bohemia vor Petr Matoušek (1971 wurde er Zweiter der Rundfahrt). Mit dem Gran Premio della Liberazione siegte er ebenfalls 1970 in dem bedeutendsten Rennen für Amateure in Italien. Im Mai 1973 wurde er 30. in der Internationalen Friedensfahrt, 1974 beendete er die Tour auf dem 20. Rang.  Die Settimana Ciclistica Bergamasca konnte er 1971 für sich entscheiden. 1975 wurde er Zweiter der Slowakei-Rundfahrt hinter seinem Landsmann Josef Dvořák sowie Zweiter der Meisterschaft im Straßenrennen. 
Labus hatte mit einer Größe von 160 cm und einem Wettkampfgewicht von 60 kg beste Voraussetzung für bergiges Terrain. Dennoch wurde er auch in Mannschaftszeitfahren eingesetzt und gewann 1968 den nationalen Titel in dieser Disziplin. Er startete für den Verein Dukla Brno.